# Сом (подводная лодка)
«Сом» (рус. дореф. Сомъ, англ. Fulton) — российская подводная лодка, построенная в США по проекту Holland-VIIR Джона Филипа Голланда, по образцу которой в России в 1904—1906 годах была построена серия подводных лодок типа «Сом».

## Постройка и испытания

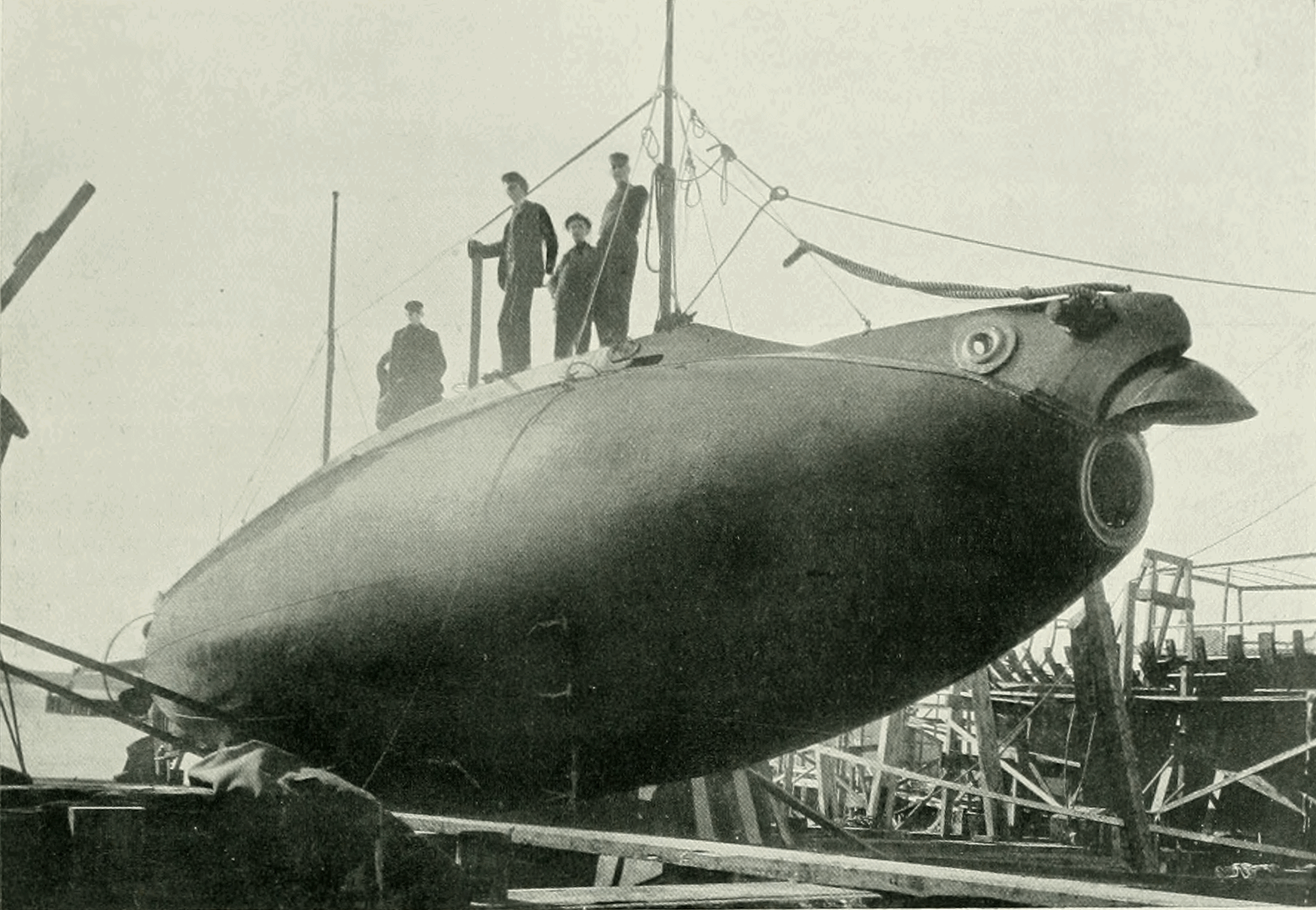
Подводная лодка «Фултон» перед спуском, позднее «Сом». Журнал «Page» № 2 за 1902 год.

Подводная лодка заложена на верфи Льюиса Никсона в США под названием «Фултон». Спущена на воду 2 июня 1901 года. 28 апреля 1902 года ПЛ «Фултон» вышла из Нью-Йорка в Вашингтон в сопровождении парохода «Норфолк». В самом начале этого перехода на лодке произошел взрыв, при котором пострадали несколько членов экипажа. Лодка повреждений не получила. Испытания лодки в рекламных целях продолжались до 1904 года. По свидетельству современников, эта лодка "обладала большими достоинствами… Она в течение восьми с половиной часов прошла девяносто верст в такую сильную бурю, что матросам пришлось себя привязать к судну, так как они не в состоянии были держаться на ногах. При этом лодка находилась в море около 12 часов».
28 апреля 1904 года с Невским заводом, как с представителем фирмы Голланд, был заключён договор на покупку ПЛ «Фултон» с доставкой её в готовом и исправном виде без торпедного оружия в один из портов Балтийского моря. 31 мая 1904 года приказом Морского ведомства эта лодка получила название «Сомъ». Она была отправлена из Америки на пароходе «Менатик» под названием «паровой котел» 13 июня 1904 года и прибыла в Кронштадт 1 июля в адрес директора Невского завода. Из Кронштадта груз отправили в Петербург на Невский завод, где на лодку были установлены аккумуляторы и снятые при транспортировке механизмы. Сборка лодки закончилась 6 сентября. Командиром лодки был назначен лейтенант В. В. Трубецкой 26 сентября ПЛ «Сом» перешла в Бьерке-Зунд, где были проведены ходовые испытания. Комиссия признала лодку годной «для прибрежной обороны». 10 октября ПЛ перешла в Морской канал, где началось обучение экипажей.
15 ноября подводная лодка была погружена на специальную железнодорожную платформу и отправлена во Владивосток, куда прибыла 29 декабря 1904 года. Во Владивостоке подводная лодка была окончательно собрана, испытана и готова к плаванию 1 февраля 1905 года, однако её боевое использование задержалось из-за отсутствия торпед. Русским правительством для подводных лодок иностранного производства были заказаны на заводе Шварцкопфа в Берлине 75 торпед калибром 45 см и длиной 355 см.

## История службы

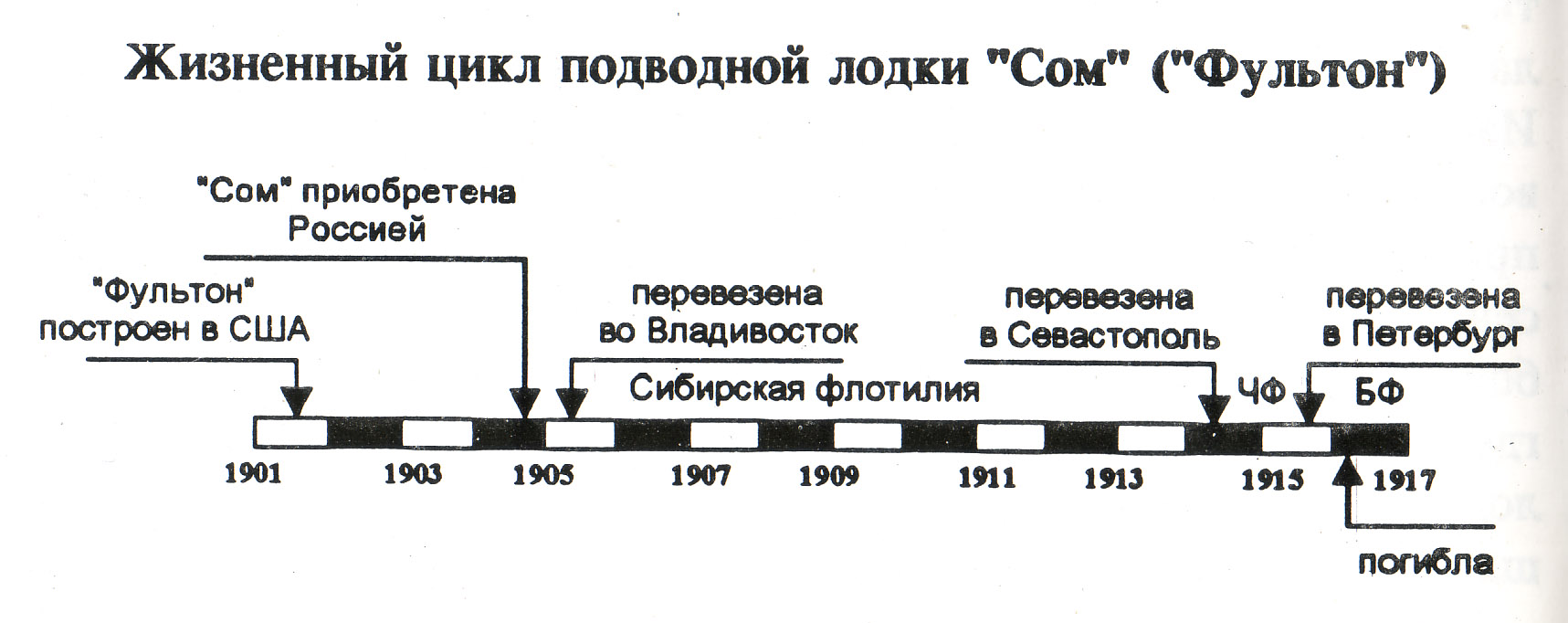
Жизненный цикл подводной лодки «Сом»

### Служба в Сибирской флотилии

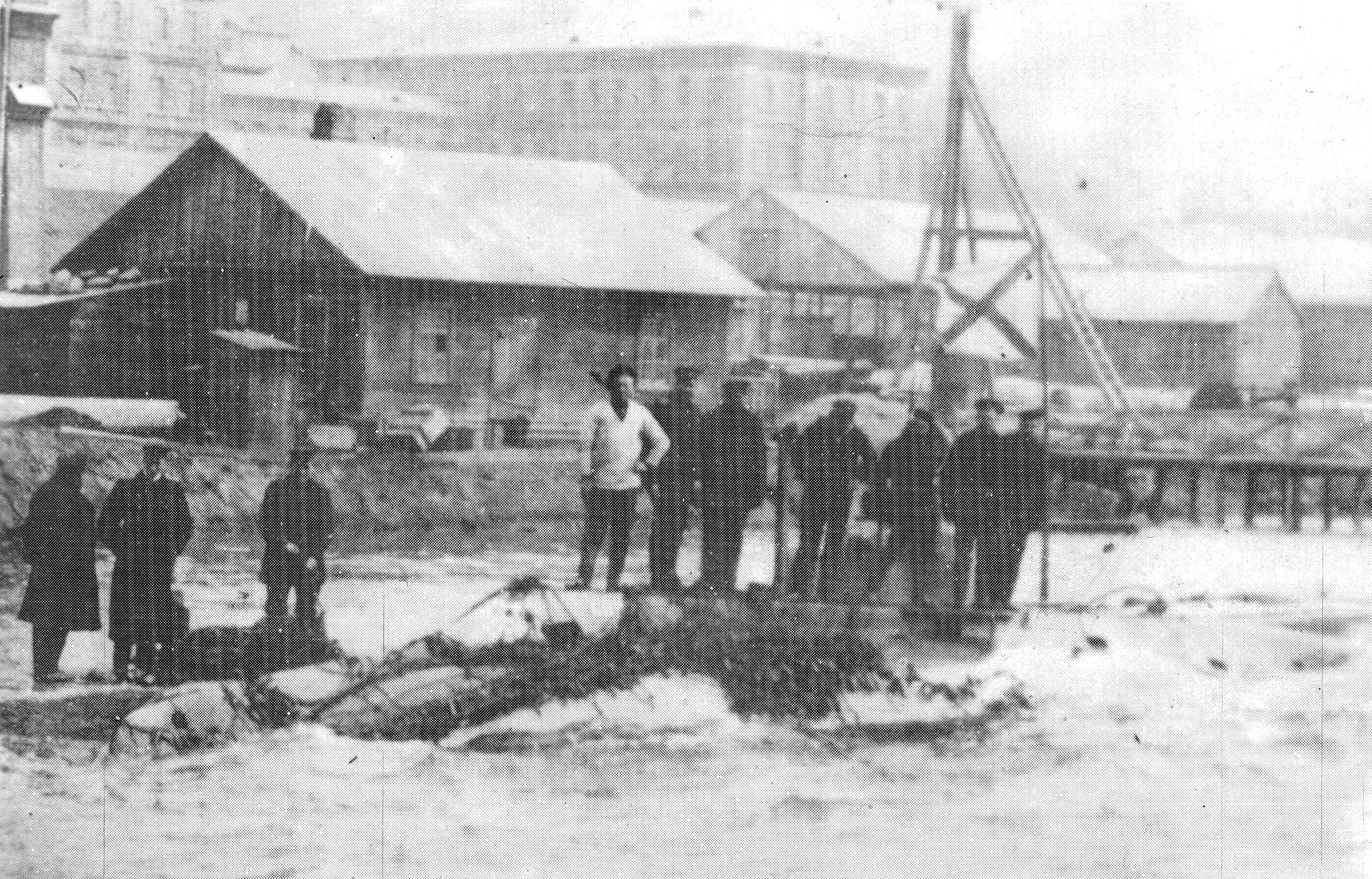
«Сом» во Владивостоке, не позднее 1914.

9 февраля к Владивостоку близко подошли японские корабли. «Сому» был дан приказ выйти в море и атаковать неприятеля, но из-за отсутствия торпед приказ пришлось отменить. В этот период лодка отрабатывала боевые задачи, принимала участие в первом в истории российского ВМФ учении по преодолению противолодочных сетей.
Командир «Сома» в рапорте писал: «27 марта снялся с якоря, погрузился на глубину 16 футов и, идя со скоростью 6 узлов, прорвал сеть, причем лодка быстро стала подниматься, не слушая горизонтальных рулей, но, увеличив ход до 7 узлов, заставил слушаться рулей. Всплыв по своему желанию на поверхность, оказалось, что я сеть прорвал и всю её вместе с буйками тащил за собой…». Торпеды прибыли во Владивосток только 29 марта. Боевая деятельность «Сома», как и других подводных лодок, сводилась к несению дозорной службы, ведению ближней разведки и охране побережья в районе Владивостока. «Сом» за шесть месяцев боевых действий прошёл 1318 миль над водой и 93 мили под водой, удалялась от Владивостока на расстояние до 120 миль. Наибольшая продолжительность пребывания лодки в море составила восемь суток, из них под водой 16 часов 35 минут при наибольшей продолжительности пребывания под водой до полутора часов. При ведении разведки и несении дозорной службы русским подводным лодкам в районе Владивостока лишь в одном случае удалось обнаружить японские военные корабли. Это произошло 28 апреля 1905 года, когда подводные лодки «Дельфин», «Касатка» и «Сомъ» находились в районе бухты Преображения, расположенной в 70 милях от Владивостока.
«Сом», несколько отставший от других подводных лодок, обнаружил два японских миноносца. Во время погружения для начала атаки «Сом» был обнаружен и обстрелян одним из миноносцев. Попаданий в лодку не было. Погрузившись на глубину 12 метров, «Сом» начал маневрировать для выхода в атаку. Подняв через несколько минут перископ, командир увидел, что миноносцы уходят. Лодка всплыла, чтобы продолжить атаку в позиционном положении, но неожиданно опустившийся туман скрыл миноносцы.

### Черноморский флот
В декабре 1914 года ПЛ «Сом» и «Щука» срочно погрузили на железнодорожные платформы и вместе с командами отправили в Севастополь, куда прибыли в первой половине января. «Сом» и «Щука» совершили переход из Севастополя в Одессу, где их включили в систему обороны порта. «Сом» и «Щука» поочередно несли дозорную службу на дальних подступах к порту вплоть до июля 1915 года.

### Балтийский флот
В июле 1915 года ПЛ «Сом» была по железной дороге перевезена в Петроград и спущена в воды Балтийского моря. Из Петрограда своим ходом пришла на Аландские острова к новому месту базирования — город Мариехамн (Маарианхамина). ПЛ «Сом» неоднократно выходила на дежурство утром на рассвете, с темнотой возвращаясь на базу.
10 мая 1916 года в 4 часа утра ПЛ «Сом», осуществлявшая патрулирование в Аландском море, погибла при подводном столкновении со шведским пароходом «Онгерманланд». Столкновение произошло между маяком Svartklubben и островом Архольма. Как засвидетельствовал капитан парохода, он заметил перископ, возвышающийся над водой на 1 м, на расстоянии 150 м. Лодка шла параллельным курсом, а затем повернула к пароходу. Решив, что корабль хотят осмотреть, капитан застопорил ход. Перископ внезапно скрылся под воду, а лодка ударила пароход в подводной части. Больше лодка не показывалась. Вместе с лодкой погиб и её боевой экипаж — 2 офицера и 16 нижних чинов. Командовал лодкой 25-летний лейтенант Хрисанф Константинович Бугураев.
Согласно другой версии, подводная лодка была намеренно протаранена шведским пароходом для того, чтобы избежать досмотра груза.

## Командиры
- 1901—1904: Х. Х. Колдуэлл (Caldwell H. H.), ВМС США
- 1904—1905: князь В. В. Трубецкой
- 1905—1906: А. П. Штер
- 1906: Домерщиков М. М.
- 1907: В. И. Блюменталь
- 1907: барон В. Э. Майдель
- 1908—1912: В. В. Голубев
- 1912: Г. Е. Дихт
- 1912—1914: Ф. Ф. Бохенский
- 1914—1915: лейтенант М. В. Копьёв
- 1915— 10.05.1916: лейтенант Х. К. Бугураев

## Обнаружение
«Сом» был обнаружен в июле 2015 года шведской поисковой командой Ocean X Team и исландской компанией iXplorer на дне Аландского моря западнее острова Эккерё (Аландские острова) в территориальных водах Швеции. Подводная лодка лежит на глубине 88 метров, в 2,5 милях от берега в непосредственной близости порта Грислхамн (Grislhamn) — территориальные воды Швеции.
Информацию о находке передали в Министерство обороны Швеции, которое подтвердило обнаружение подлодки Российского императорского флота. Ocean X Team и iXplorer осуществили несколько масштабных экспедиций к затонувшей подводной лодке. Провели тщательное и полное обследование объекта с толщинометрией корпуса подводной лодки.
С предложением о совместной экспедиции к подводной лодке также выступил президент Русского географического общества министр обороны России Сергей Шойгу. Эмиссары от РФ и посол РФ в Швеции отвергли необходимость участия первооткрывателей в подъёме затонувшей подводной лодки и предложили правительству Швеции свой план и свои средства для подъёма.
В декабре 2015 года российско-шведская группа морских исследователей получила разрешение от шведских властей на подъём подводной лодки «Сом». Лодку планировали поднять к 23 мая 2016 года. По состоянию на 2023 год лодка остаётся на дне, однако её компас и остатки нактоуза, поднятые шведскими водолазами, после нескольких лет хранения на складе были переданы России с дипломатической почтой, после чего компас был отреставрирован и вошёл в экспозицию Центрального военно-морского музея.
«Сом» благодаря своей богатой истории и тайне гибели имеет большую историческую ценность, операция по его подъёму может способствовать развитию российско-шведских отношений.